# Banning (California)
Banning es una ciudad ubicada en el condado de Riverside en el estado estadounidense de California. En el año 2010 tenía una población de 29 603 habitantes.

## Geografía
Banning se encuentra ubicada en las coordenadas 33°55′54″N 116°53′51″O / 33.93167, -116.89750. Según la Oficina del Censo, la ciudad tiene un área total de 59,7 km² (23,1 mi²), de la cual 59,7 km² (23,1 mi²) es tierra y 0 km² (0 mi²) (0.0%) es agua.

## Demografía
Según la Oficina del Censo en 2000 los ingresos medios por hogar en la localidad eran de $32,076, y los ingresos medios por familia eran $38,995. Los hombres tenían unos ingresos medios de $31,300 frente a los $20,794 para las mujeres. La renta per cápita para la localidad era de $16,231. Alrededor del 19.9% de la población estaban por debajo del umbral de pobreza.